# Estação base

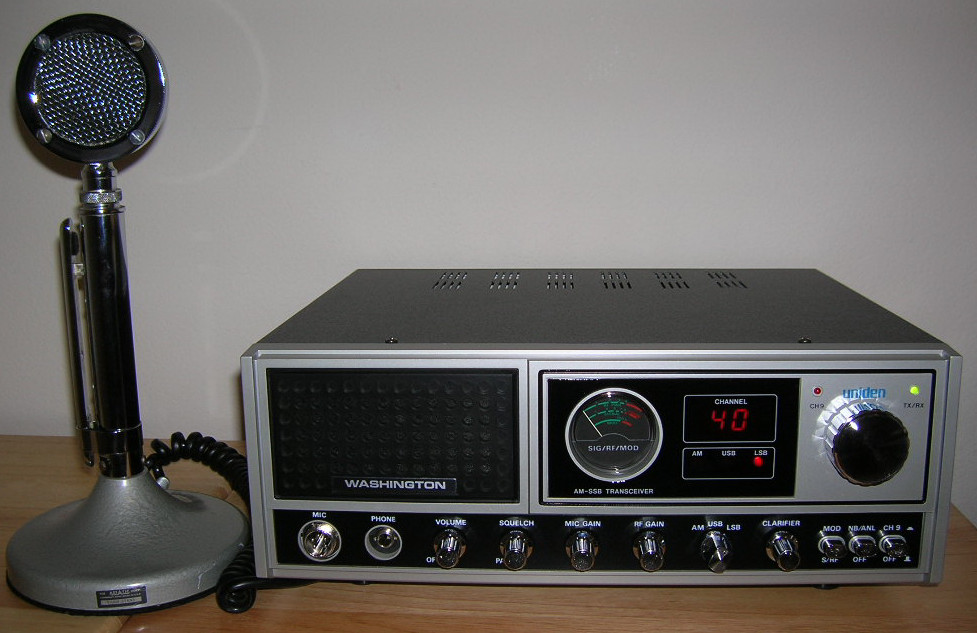
Uma estação base CB de 1980

O termo estação base é usada no contexto de telefonia móvel, redes de computadores sem fio e outras comunicações sem fio e em agrimensura: na agrimensura ela é um receptor GPS em uma posição conhecida, enquanto em comunicações sem fio ela é um transceptor que conecta um número de outros dispositivos a um outro e/ou a uma área maior. Em telefonia móvel, ela fornece a conexão entre telefones móveis e a rede de telefonia mais ampla. Em uma rede de computadores ela é um transceptor que age como um roteador para computadores na rede, possivelmente conectando-os à rede de área local e/ou a Internet. Em comunicações sem fio tradicionais ela pode se referir aos pólos de uma frota de despacho, como uma frota de táxi ou de entrega, a base de uma rede TETRA como a usada por serviços governamentais e de emergência ou uma sala de CB.

## Topografia
No contexto da topografia, uma estação de base é um receptor de GPS em uma localização fixa com precisão conhecida que é utilizada para derivar a informação de correção para os receptores GPS portáteis próximos. Esses dados de correção permitem a propagação e outros efeitos a serem corrigidos a partir dos dados de posição obtidos pelas estações móveis, o que dá um grande aumento de precisão na localização e precisão nos resultados obtidos pelos receptores GPS não corrigidos.

## Rede de computadores
Na área de rede de computadores sem fio, uma estação base é um receptor/transmissor de rádio que serve como o hub da rede sem fio local e também pode ser o gateway entre uma rede com fio e a rede sem fio. Ela normalmente consiste de um transmissor de baixa potência e um roteador wireless.